# Salisano
Salisano település Olaszországban, Lazio régióban, Rieti megyében. Lakosainak száma 471 fő (2023. január 1.). Salisano Castelnuovo di Farfa, Mompeo, Monte San Giovanni in Sabina, Montopoli di Sabina, Poggio Catino, Poggio Mirteto és Roccantica községekkel határos.

## Népesség
A település lakossága az elmúlt években az alábbi módon változott:
| Lakosok száma | 551  | 550  | 471  |
|               | 2017 | 2018 | 2023 |